# Biblioteca Estatal de Bamberg
La Biblioteca Estatal de Bamberg (en alemán: Staatsbibliothek Bamberg) es una biblioteca regional de investigación cuyo foco está en las humanidades. Hoy se encuentra en el edificio de la Residencia Nueva (en alemán: Neue Residenz), el antiguo palacio de los príncipes-obispos de Bamberg. La autoridad responsable para la biblioteca es el Estado Libre de Baviera.

## Información general
La Biblioteca Estatal de Bamberg se encarga del abastecimiento de la ciudad de Bamberg y de la región administrativa de Alta Franconia con literatura para la realización de proyectos científicos, profesionales o personales. El fondo de más de 500 000 volúmenes es continuamente completado y ampliado con adquisiciones en todos los ámbitos de las humanidades, sobre todo en historia, geografía, literatura y arte. También hay áreas de colección especiales, por ejemplo la literatura sobre la ciudad de Bamberg y Alta Franconia o sobre personas asociadas con la región.
En cuanto a la adquisición, la catalogación y al uso, la Biblioteca Estatal colabora con la Biblioteca Universitaria de Bamberg.
Además, la Biblioteca Estatal de Bamberg sirve de biblioteca depositaria para la región de Alta Franconia, es decir que recibe uno de los dos ejemplares del depósito legal de todos los libros publicados en esta región (el otro se archiva en la Biblioteca Estatal de Baviera en Múnich) y compila una bibliografía completa de la literatura sobre la región.
La biblioteca también pone espacio para colecciones de libros a disposición de instituciones científicas de Bamberg como la Sociedad Histórica de Bamberg (en alemán: Historischer Verein Bamberg) y la Sociedad de Naturalistas de Bamberg (en alemán: Naturforschende Gesellschaft Bamberg). Además alberga una colección especial de libros y manuscritos del multitalento artístico E. T. A. Hoffmann quien vivió en Bamberg entre 1808 y 1813.
Su reputación como biblioteca de investigación de primer orden se funda en su colección valiosa de manuscritos que se remonta a los tiempos del emperador Enrique II del Sacro Imperio Romano Germánico quien fundó el diócesis de Bamberg el 1 de noviembre de 1007. Tres de los manuscritos pertenecientes a la Biblioteca Estatal de Bamberg forman parte del programa Memoria del Mundo de la Unesco:
- el Apocalipsis de Bamberg (en alemán: Bamberger Apokalypse; Msc.Bibl.140),
- el Comentario al Cantar de los Cantares, a los Proverbios y al Libro de Daniel (en alemán: Kommentar zum Hohen Lied, zu den Sprüchen Salomos und zum Buch Daniel; Msc.Bibl.22) y
- la Farmacopea de Lorsch (en alemán: Lorscher Arzneibuch; Msc.Med.1).

## Fondos
- aprox. 566 000 volúmenes en total
- aprox. 80 000 grabados, dibujos y fotografías
- aprox. 3 600 incunables (libros impresos durante el siglo XV)
- aprox. 6 400 manuscritos y autógrafos en total (entre ello aprox. 1 000 manuscritos medievales)
- aprox. 1 650 suscripciones a revistas[1]

## Historia
La colección tiene su origen en la biblioteca del emperador Enrique II. Cuando fundó el diócesis de Bamberg en 1007, regaló a la catedral muchos manuscritos preciosos que él o sus antecesores habían acumulado. Así manuscritos de numerosos centros espirituales e intelectuales del Occidente llegaron a Bamberg. En los siglos siguientes muchos libros fueron escritos e iluminados en Bamberg, principalmente en el siglo XII por los monjes benedictinos en el Monasterio Michaelsberg (en alemán: Kloster Michaelsberg).
En el siglo XV Bamberg era uno de los lugares más importantes en Alemania para la imprenta. Aquí fueron impresos los primeros libros en lengua alemana adornados con xilografías.
El año 1803 trajo cambios radicales con la mediatización y secularización en Alemania bajo Napoleón Bonaparte. Entonces todos los conventos y monasterios fueron cerrados y todos los libros en sus bibliotecas pasaron a la posesión del estado. La antigua Universidad de Bamberg, fundada en 1648 como academia jesuita, también fue cerrada en 1803. Para guardar los fondos de las instituciones disueltas se creó la Biblioteca Estatal de Bamberg, entonces bajo el nombre Biblioteca del Príncipe Electoral (en alemán: Kurfürstliche Bibliothek). La biblioteca estaba situada en el antiguo edificio de la universidad en el centro de la ciudad. El nombre de la institución cambió varias veces según las circunstancias políticas. A partir de 1806 se llamó Biblioteca Real (en alemán: Königliche Bibliothek) y en 1918 adoptó el nombre de Biblioteca Estatal (en alemán: Staatliche Bibliothek, a partir de 1966 Staatsbibliothek). Durante muchos años la biblioteca no disponía de un presupuesto para la adquisición de libros así que era dependiente de donaciones privadas para ampliar sus fondos. Las piezas de estos legados se guardan como un conjunto y se les otorgaron signaturas especiales para que se pueda reconocer la procedencia de los libros. En 1965 la Biblioteca Estatal se trasladó a la Residencia Nueva en el monte de la Catedral (en alemán: Domberg) donde se encuentra hasta hoy.